# Acrotmarus gummosus
Genre
Espèce
Acrotmarus gummosus, unique représentant du genre Acrotmarus, est une espèce d'araignées aranéomorphes de la famille des Thomisidae.

## Distribution
Cette espèce est endémique du Yunnan en Chine,. Elle se rencontre dans la préfecture autonome dai de Xishuangbanna.

## Description
Le mâle holotype mesure 2,90 mm et la femelle paratype 3,30 mm, les mâles mesurent de 2,8 à 3,5 mm et les femelles de 3,2 à 5,0 mm.

## Publication originale
- Tang & Li, 2012 : Description of Acrotmarus gummosus gen. nov. and sp. nov. (Araneae, Thomisidae) from Xishuangbanna, China. Acta Zootaxonomica Sinica, vol. 37, no 4, p. 726-733.